# Figa (Eslováquia)
Figa é um município da Eslováquia, situado no distrito de Rimavská Sobota, na região de Banská Bystrica. Tem 6,14 km² de área e sua população em 2018 foi estimada em 459 habitantes.

## Demografia
| Ano:        | 1994 | 2004   | 2014    | 2024   |
| ----------- | ---- | ------ | ------- | ------ |
| Broj ljudi: | 372  | 379    | 423     | 421    |
| Razlika:    |      | +1,88% | +11,60% | -0,47% |

| Ano:               | 2023 | 2024   |
| ------------------ | ---- | ------ |
| Número de pessoas: | 426  | 421    |
| Diferença:         |      | -1,17% |